# Echidnophaga larina
Echidnophaga larina är en loppart som beskrevs av Jordan et Rothschild 1906. Echidnophaga larina ingår i släktet Echidnophaga och familjen husloppor. Inga underarter finns listade i Catalogue of Life.